# 潘允中
潘允中（？—？），號虞廷，雲南永昌衛官籍应天府上元县人，明朝政治人物。

## 生平
万历二十五年（1597年）丁酉科雲南乡试第二十九名举人，二十九年（1601年）辛丑科進士，兵部觀政，授四川江津知縣，三十四年補黄陂县，三十七年升南京户部廣西司主事。

## 家族
曾祖潘經，正千户；祖潘正御，國子生；父潘雲鶴，寿官。